# Rókusfalvy Pál (pszichológus)
Rókusfalvy Pál (Budapest, 1931. november 17. – 2024. július 3. (k. n.)) magyar pszichológus.
Felsőfokú tanulmányait a budapesti egyetem pedagógia szakán végezte 1951-1955 között, itt lett Várkonyi Hildebrand Dezső tanítványa. Később, amikor már lehetett, sokat tett mestere tanításainak, filozófiájának megismertetése érdekében, például részt vett 1988-ban a szegedi József Attila Tudományegyetem Pszichológiai Tanszéke által rendezett Várkonyi emlékülésen, ahol előadást tartott.
Kutatási területe: pedagógiai-, munka- és sportpszichológia. 1966-ban lett a pszichológiai tudományok kandidátusa, 1976-ban akadémiai doktora.

## Életpályája
1955-ben, oklevelének kézhez vétele után nem kapott állást, így a Kismotor és Gépgyárban lett esztergályos. 1956–1960-ig a MÁV pályaalkalmassági Vizsgálóállomáson pszichológus. 1960–1963 között laboratóriumot vezetett, közben tanított az Eötvös József Gimnáziumban.
1963-1969-ig az MTA Pszichológiai Intézetének tudományos munkatársa és a Testnevelési Főiskola tanára. A Testnevelési Főiskolán 1973–1987-ig a neveléstudományi tanszék tanszékvezető egyetemi tanára volt. Ezután három évig a Müncheni Műszaki Egyetem sportpszichológiai tanszékén vendégprofesszoraként működött.
Hazajőve, 1990-1991-ben a Népjóléti Minisztériumban helyettes államtitkári pozíciót töltött be. 1991–1994 között a Nemzeti Gyermek- és Ifjúsági Alapítvány kuratóriumának elnökévé választották. 1994-től az ELTE, a BME és a JATE felsőoktatási intézményekben tartott pszichológiai kurzusokat.

### Magánélete
Feleségével Veress Ilona külkereskedelmi levelezővel hat gyermeküket neveltek fel. Egyik gyermekük Rókusfalvy Pál kommunikációs szakember és bortermelő, 2022 óta a nemzeti bormarketingért felelős kormánybiztos. Több unokájuk és dédunokájuk van.

## Művei (válogatás)
- Ábrák szerepe a matematikai problémamegoldó gondolkodásban. Budapest : Akadémiai Nyomda, 1959. (Klny.: Pszichológiai tanulmányok ; 2. köt. 236-237. p.) (Várkonyi Hildebrand Dezsőnek dedikálta Rókusfalvy Pál; OPKM példánya).
- Pályaválasztás és pályaválasztási érettség. Budapest : Tankönyvkiadó, 1969. 279 p.
- Bevezetés a munkapszichológiába. Budapest : Tankönyvkiadó, 1974. 101 p. (ELTE BTK)
- Sportpszichológia. Budapest : Sport, 1974. 200 p., 1 t. ISBN 963-253-000-4 (németül Sportpsychologie / [Übers. Wolfgang Kempe] Berlin : Sportverlag, 1980. 243 p.
- Pszichológia testnevelőknek és edzőknek. Budapest : Sport, 1977. 255 p. ISBN 963-253-256-2
- Emberré válni – embernek maradni : válogatott tanulmányok. Budapest : Nemzeti Tankönyvkiadó, 1994.103 p. ISBN 963-18-6126-0
- A vezetés lélektana. Budapest : Közokt. Vezetők Képzéséért Okt. és Nevelésfejlesztési Alapítvány, 1998. 191 p.
- Az ember, fejlődése és fejlesztése : Enciklopédia dióhéjban. Budapest : Nemzeti Tankönyvkiadó, 2001. ISBN 963-19-2180-8
- A nemzet értékrendje : adalék egy nemzetstratégia kidolgozásához.[Budapest] : Kairosz, 2003. 239 p. ISBN 963-9484-92-X
- Utószó Bolberitz Pállal In Várkonyi Hildebrand Dezső: Pascal-értelmezések. Budapest : Széphalom-Könyvműhely. 2003. 371 p. (Rejtett kulturális forrásaink 2.) ISBN 963-9373-40-0
- Gyökereink. Válogatott tanulmányok; Széphalom Könyvműhely, Bp., 2003
- A nemzet értékrendje. Adalék egy nemzetstratégia kidolgozásához; Kairosz, Bp., 2003
- "...forrj egybe, magyar nép". Kölcsey Ferenc az emberről; Rókusfalvy Pál, Bp., 2006
- Sajátos pedagógiai feladatok. Vezetéslélektan. Egészséges emberkép, személyi vezetés; BMGE, Bp., 2006
- Érdekes beszélgetések egy ital mellett; Roxer Produkció Kft., Budapest, 2008
- Életünk története; Rókusfalvy Pál, Bp., 2009
- Pszichológiai gondolkodás és pedagógiai gyakorlat. Út a Lénárd-módszerig; szerk. Demeter Katalin, Rókusfalvy Pál; ELTE Eötvös, Bp., 2011
- Pszichológia. Az emberi életdráma tudománya; Partium, Nagyvárad, 2011
- Európában vagyunk; Balaton Akadémia, Keszthely, 2018 (Szent László könyvek)
- A szív; Püski, Budapest, 2018
- Gondolatmagvak a gabonamagról; Püski, Budapest, 2020
- Az erkölcs természetrajza. Az élet tiszteletének etikája; Püski, Budapest, 2020
- Megmaradni, megújulni, növekedni. Válogatott cikkek, előadások, tanulmányok; Püski, Budapest, 2021
- Környezetvédelem multidiszciplinárisan integrált pszichológiai megközelítésben; Püski, Budapest, 2022

## Társasági tagság
- Magyar Pszichológiai Társaság

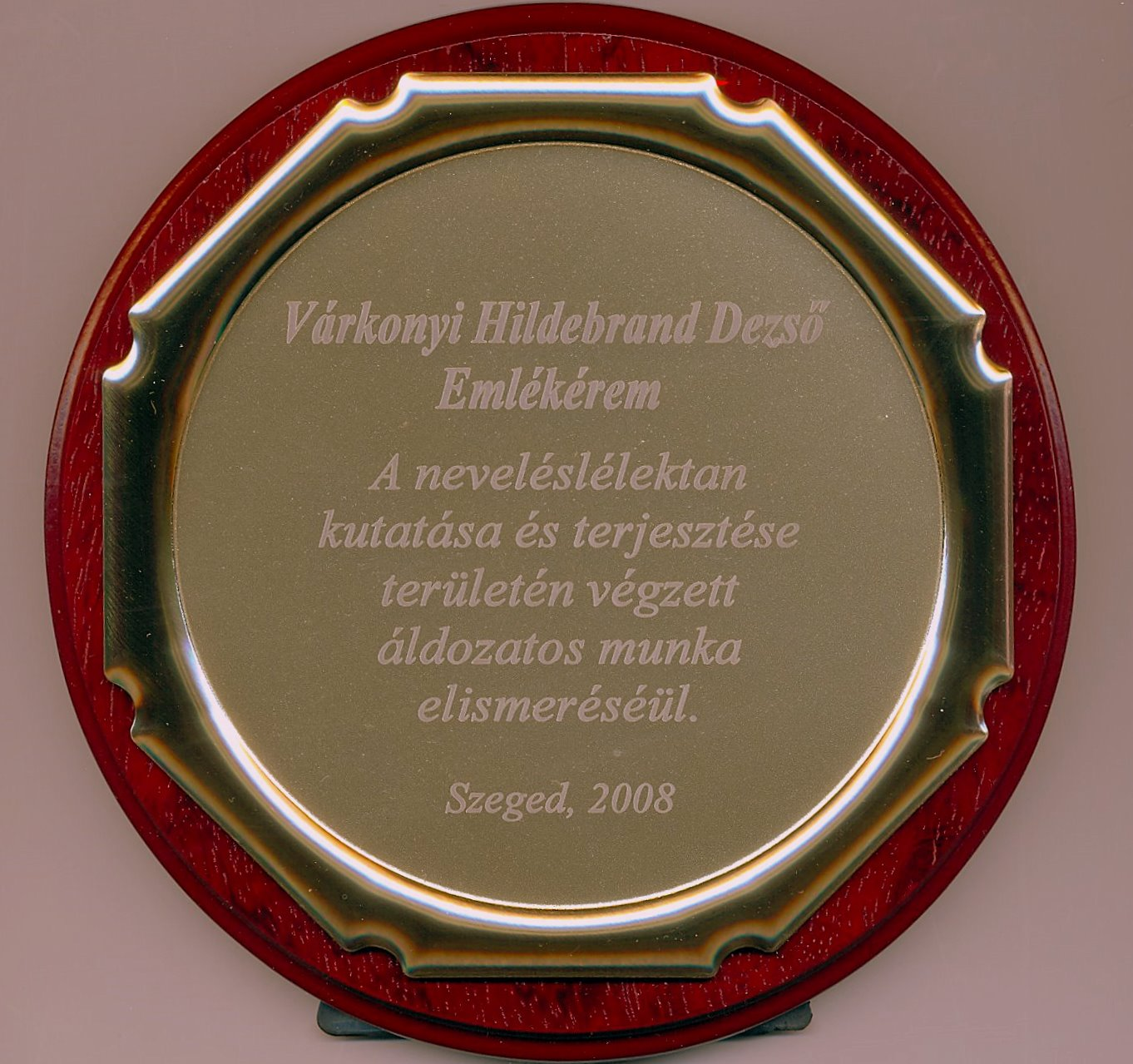
Várkonyi Hildebrand Dezső Emlékérem

- Európa Mozgalom Magyarországi Tanácsában ügyvezető alelnök
- Professzorok Batthyány Köre[4]
- A Magyar Örökség-díj Bírálóbizottságának tagja[5]

## Díjak, elismerések
- Várkonyi Hildebrand Dezső-emlékérem (2008)
- A Magyar Érdemrend középkeresztje (2017)